# Behandlingen
Behandlingen is een Zweedse dramafilm uit 2009 onder regie van Johan Jonason.

## Verhaal
Roy is neerslachtig en zit al langere tijd overdag thuis. Zijn vrouw Ylva zoekt naar een manier om de situatie te veranderen en ontmoet Carl die een alternatieve therapie aanbiedt. Op aandringen van zijn vrouw gaat Roy voor zo'n therapie naar een afgelegen locatie. Roy vindt de methode idioot en begrijpt niet wat hij daar doet. De therapeut gedraagt zich vreemd en Roy voelt dat er iets mis is. Wanneer hij probeert te vertrekken ontstaat er een ongemakkelijke situatie.

## Rolverdeling
- Björn Andersson als Roy
- Eva Fritjofson als Ylva
- Emil Johnsen als Carl
- Yvonne Lombard als Inga
- Vanna Rosenberg als Maria
- Ronald Jones als Thomas Dalton
- Maria Selbing als Susanne
- Ingvar Örner als dr Årman
- Jimmy Lindström als Kristoffer
- Ignatio Sosa Da Costa als José
- Hanna Dorsin als receptioniste